# Bob Rockwell

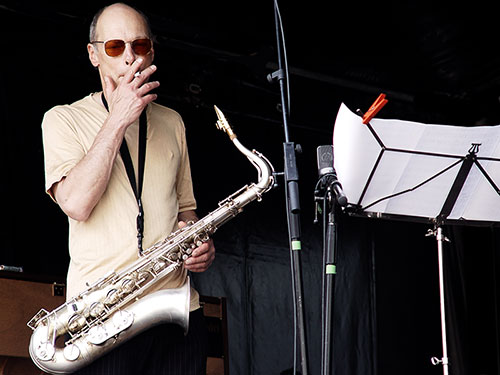
Bob Rockwell, Aarhus Jazz Festival

Bob Rockwell (* 2. Mai 1945 in Miami (Oklahoma)) ist ein US-amerikanischer Jazz-Tenorsaxophonist und Sopransaxophonist, der mit dem Ben Webster Prize ausgezeichnet wurde.

## Leben und Wirken
Rockwell wuchs in Minneapolis auf und begann seine Musikerkarriere in verschiedenen Rock- und R&B Bands. Ende der 1960er Jahre arbeitete er in Las Vegas; Anfang der 1970er Jahre zog er nach New York City, wo er als Sessionmusiker u. a mit Thad Jones und Mel Lewis, Tito Puente, Ben Sidran, Freddie Hubbard, Ray Drummond, Billy Hart, Rufus Reid, Victor Lewis, Ron McClure, Chuck Israels, John Hicks, Al Foster, Anthony Cox, Bill Dobbins und Richie Beirach arbeitete. 
1983 zog Rockwell nach Kopenhagen, wo er seitdem lebt und arbeitet. Rockwell wirkte dort 1986/87 an Alben von Tom Harrell und Joe Bonner mit und nahm für das Label SteepleChase Records eine Reihe von Alben auf, u. a. mit Jesper Lundgaard und Butch Lacy, um 1990 im Trio mit Rufus Reid und Victor Lewis. In Europa spielte er außerdem mit Ernie Wilkins, Kenny Drew, Andy LaVerne, Alex Riel, Marilyn Mazur, Kenny Wheeler und Jan Kaspersen. 1992 nahm er mit Lundgaard das Duoalbum Light Blue auf, das die Kritiker Richard Cook und Brian Morton als Rockwells bestes Album bezeichnen; 1994 wirkte er an Michael Mantlers Bigband-Produktion Cerco Un Paese Innocente mit; außerdem arbeitete er 1995 mit Tony Coe und dem Dänischen Radio Jazz Orchester (Captain Coe's Famous Recearound). 1997 trat er mit Gary Bartz, Jeanne Lee und Jorge Pardo auf dem San Sebastian Jazz Festival auf (Music for Ebbe). Seit den 2000er Jahren nahm er für das dänische Stunt-Label Alben mit der Musik von Alec Wilder, Ben Webster und Benny Golson auf.

## Diskographische Hinweise
- Androids (Celebration Records, 1974)
- No Rush (SteepleChase Records, 1985)
- On the Natch (SteepleChase, 1985) mit Butch Lacy, Jesper Lundgaard
- The Bob Rockwell Trio (SteepleChase, 1989) mit Rufus Reid & Victor Lewis
- Reconstruction (SteepleChase, 1990) dto.
- Trio (SteepleChase, 1990)
- Light Blue (SteepleChase, 1995) Duo mit Jesper Lundgaard
- Shades of Blue (SteepleChase, 1996) mit Andy LaVerne, Jesper Lundgaard
- After Hours (Go Jazz, 1985–97; erschienen 1999)
- It's All Right With Me (Pony Canyon, 2001)
- Love Eyes (Pony Canyon, 2001)
- Bob's Wilder: Music of Alec Wilder (Stunt Records, 2003)
- Bob's Ben: A Salute to Ben Webster (Stunt, 2005)
- Jens Søndergaard & Bob Rockwell More Golson (Stunt, 2012)